# Bangerten
Bangerten  är en ort i kommunen Rapperswil i kantonen Bern, Schweiz.
Bangerten var tidigare en självständig kommun, men inkorporerades i kommunen Rapperswil den 1 januari 2016.